# V604 Aquilae
V604 Aquilae eller Nova Aquilae 1905 var en nova i stjärnbilden Örnen. Den upptäcktes den 14 augusti 1905 av Mrs W. Fleming som kring sekelskiftet upptäckte ett flertal novor. Som ljusstarkast blev novan magnitud +7,6.